# 캠프 하야리아
캠프 하야리아(캠프 하이얼리어, Camp Hialeah)는 부산광역시 부산진구 범전동 및 연지동에 걸쳐 있던 약 543,360 m²(약 0.543 km2) 규모의 주한 미군의 군영이었다. 일제강점기 당시 일본의 경마장, 1945년 UN 기구, 1950년 한국전쟁 이후 주한 미군 부산 사령부의 기지로 쓰이다가, 2006년 8월 10일에 공식적으로 폐쇄되었다., 이후 주한 미군과 반환 협상이 이어지다가 2010년 1월 27일 부산시에 반환되었다.

## 이름
일본 항복 이후, 미국 해군 함정 프래스캇 요원들이 8번 부두에 상륙하였고, 부산 훈련 사단에서 일본의 항복을 받았다. 이 곳에 있는 경마장을 본 한 해군 요원은 그의 고향인 근처 플로리다주에 있는 유명한 경마장을 떠올리고, 그 도시 이름을 따서 하이얼리어로 이름지었다
"하이얼리어"(영어: Hialeah /ˌhaɪəˈliə/[*])는 북아메리카 중부 지역(현재 미국의 남동부)에 살던 원주민인 크릭 족 언어에서 유래했는데, "하이약포"(북아메리카의 대초원 지역을 말하는 프레리를 뜻함)와 "힐리"(아름답다를 뜻함)를 합친 말로, "아름다운 프레리"라는 뜻이다. 또 다른 설은 플로리다 원주민인 세미놀 족의 미카스키 말로 "높은 프레리"라는 뜻이라고 한다. 이 도시는 비스케인만과 에버그레이드 사이의 넓은 프레리 고지대에 자리잡고 있기 때문이다.

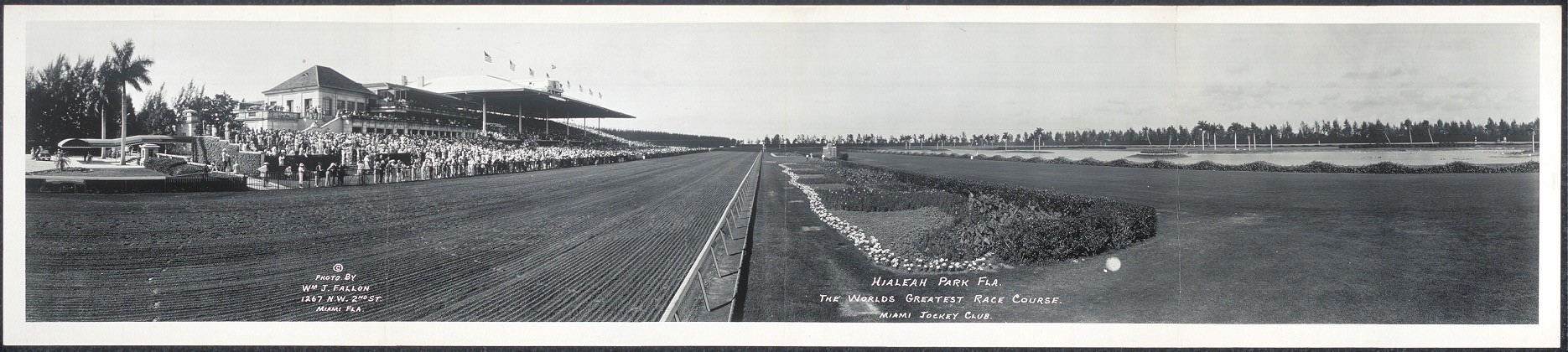
1930년대 플로리다 하이어리어 공원- 세계 최대 경마장 마이애미 자키 클럽

이 부대에 주둔한 초대 사령관의 고향인 베이스 하야리아에서 유래된 것이라고도 한다.
주한 미군 측의 정식 명칭은 캠프 하이얼리어지만, 발음이 어려워 부산시민들은 하야리아 부대로 불렀다.

## 역사
일제강점기에는 조선 경마협회 소유로 경마장으로 쓰였으며, 경주로는 기지 내 순환 도로로 사용되었다. 제2차 세계대전 당시 경마장 터는 일본 조선군의 훈련소로 쓰이다가, 1945년 광복 직후, 한반도에 상륙한 주한 미군이 접수하였다.
1945년 9월 16일 미국 제6보병사단이 부대 지휘를 인수받았으며, 부산 최초 미군 지휘관은 존 피에이치 케리(John P.H. Kerry) 소령으로 1946년 말까지 주둔하였다. 이후 미국 영사관과 유엔에서 사용하다가 1950년 6월 한국 전쟁이 시작되어 유엔의 결의 이후 다시 미군이 지휘권을 가져갔다.
제8609보충지 작전으로 1950년 7월 미국 제24보병사단이 상륙하고, 부산은 군수물자와 병사의 주요 보급창이 되었다. 1953년 휴전 협정을 서명한 후, 하야리야 부대는 한국전 전사자 및 부상자의 교환 지역과 병력 숙영에 쓰이다가, 토지를 추가하여 현재의 크기로 확대되었다. 1954년 말 한국군 전사자 및 부상자 교환지역이 해체되었다. 이후 40여년 동안 미군 사령부가 설치되어, 전쟁에 투입되는 물자와 장병의 이동을 관리하는 대한민국 최대 군수기지 역할을 하였다. 일제강점기에 경마장 입장과 관람객을 수용하던 건물은 미군 장교클럽(헤븐클럽)으로 쓰였다.
부대 내에는 180여채의 군인 숙소가 있었고, 학교, 병원, PX, 식당 등이 설치되어 있었다. 부산항 제8부두, 김해국제공항의 군용 시설, 부산 배급창(혹은 "제55보급창") 등을 관리하였다.
1960년, 미국 국무부 초등학교 과정이 개설되었는데, 대한민국 최초의 미국인 학교였다. 1967년 반원형 막사에 고등학교 과정이 미국 국외에서는 최초로 개설되었으며, 1983년에 건물이 신축되었다. 미국인 학교는 매년 200 여명의 학생을 유지했는데, 세계에서 가장 작은 미국무성 12학년 과정의 학교였다. 2005년 이후 학생 수가 점차 줄어 2006년 6월 학교 폐쇄시에는 학생이 88명 남아있었고, 마지막 졸업식에서 11명이 졸업했다.

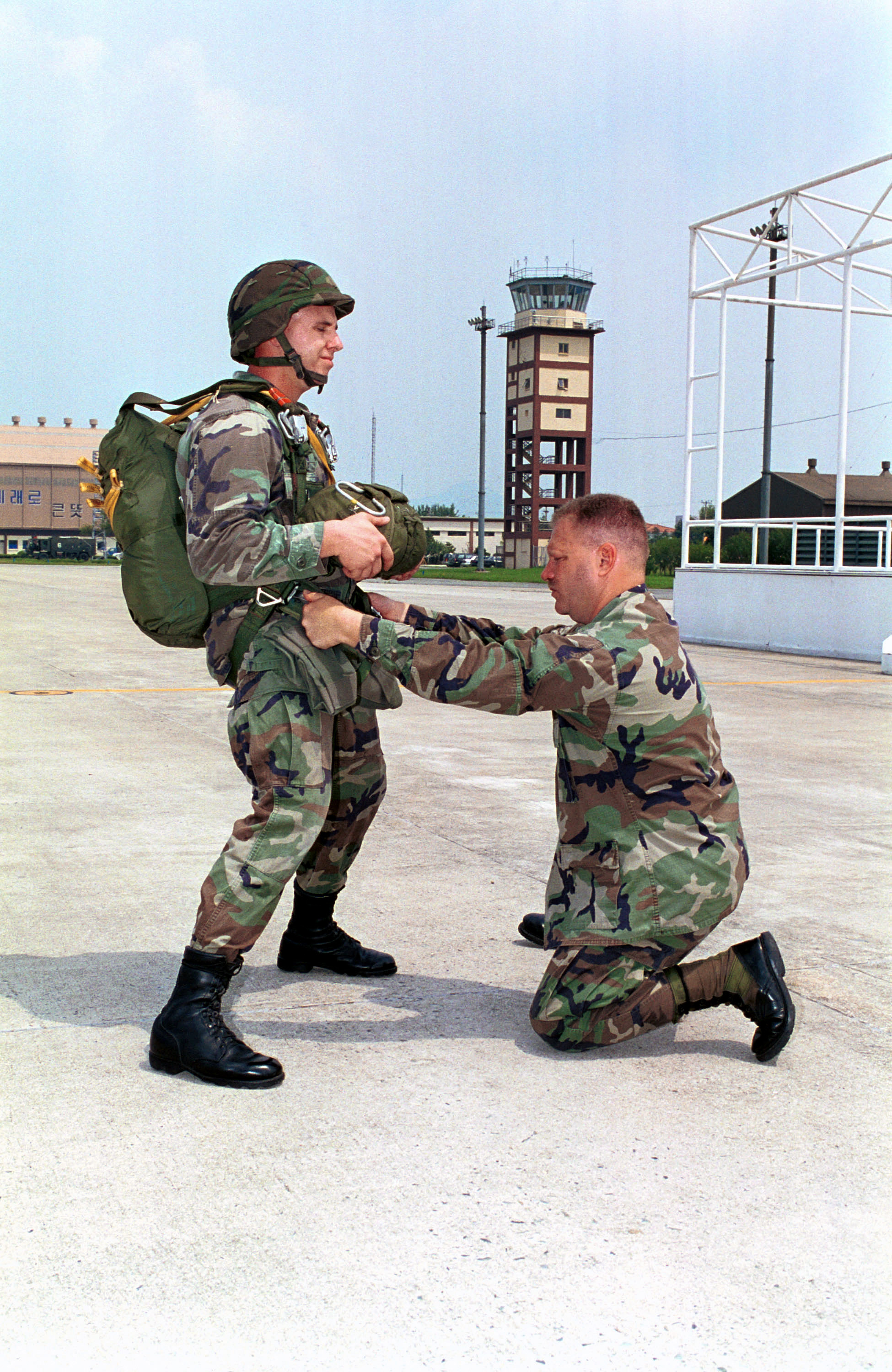
캠프 하야리아에서 훈련중인 "제4병참파견대 (공수)" 소속 군인, 2000년 8월 촬영

1984년 9월 17일 주한 미군 부산 사령부가 해체된 후, 지휘부와 제5지역단위부대는 제19지원사령부 예하 제34지원단으로 개편되었다. 1986년과 1987년에 제34지원단은 제4병참파견대와 제주도 훈련소 및 부산 자재창을 추가로 책임지게 되었다.
이후, 재편성 작업으로 제34지원단은 서울특별시 용산기지로 이동하고, 1990년 9월 4일 대구의 제20지원단이 인수하게 된다. 이후 걸프전이 발발하자, 제4병참단은 터키로 재배치되었다.

### 기지 반환
캠프 하야리아가 들어설 당시에는 부산 도심에서 떨어져 있었으나, 이후 도심 기능이 서면으로 이전되면서 1995년부터 부산 지역 시민 단체를 중심으로 하야리아 기지 반환 운동이 시작되었다. 2002년 주한 미군과의 LPP 수정 협상을 통하여 일부 시설물을 2002년부터 2011년까지 한국에 반환하기로 했으며, 2004년 7월 23일 FOTA 회의에서 하야리아 기지를 2005년까지 반환하며, 동시에 강서구 이전 계획을 완전히 백지화하기로 하였다. 반환 협상 이후 2006년 8월 10일에 부대를 폐쇄하고, 기지 내 오염물 처리 문제로 부대 폐쇄 이후에도 협상이 진행되다가 2010년 1월 27일 반환 협상이 타결되어 부산시로 소유권이 넘어왔다.
부산시에서는 2010년 4월 24일부터 9월 30일까지 부지 일부를 시민에게 개방하였다. 개방 이후 부산시는 부대 부지에 시민 공원을 조성할 계획이 있으며, 2011년 2월부터 11월까지 문화재 발굴을 진행했다. 3월 28일 시민 공원의 기본 설계가 확정되었다.
부산진구 범전ㆍ연지동 일원 528,278 m²에 시민공원을 조성키로 하고, 2011년 3월 부산시민공원으로 공식 명칭을 선정했다. 2011년 8월 11일 기공식을 개최하였으며, 2014년 5월 1일, 부산시민공원이 개장하였다.

## 주둔 부대
- 미국 육군
  - KCOMZ
  - 미국 육군 범죄 수사 사령부 (CID)
  - 육군 제8069부대, 보충창;
  - 제2수송단 (임시); 1970년 3월 23일 ~ ?
  - 제34지역지원단
    - 단 본부; 1984년 9월 17일 ~ 1990년 9월 5일
    - 제25수송대대

  - 제20지역지원단
    - 단 본부; 1990년 9월 6일 ~ 2006년 6월 15일
    - 제23화학대대, 61화학중대

  - 제599수송단, 제837수송대대; 8번 부두 선착장
  - 제4병참파견대 (공수); ? ~ 1992년
  - 제6병기대대, 72병기중대 - 마지막 주둔부대
  - 제728헌병대대, 552헌병중대
  - 제65의무단
    - 제168의무대대 (다기능)
      - 제154의무파견대 (PM); 1951년 11월 16일 ~ 1954년 12월 20일

    - 제106의무파견대 (VET, 수의)

  - 제7군수사령부, 제665의무파견대 (치의)
  - 제66군무파견대 (우정)
  - 제168종합약국
  - 제1통신여단
    - 본부 및 본부중대, CLSC-K
    - 제36통신대대, 74통신중대 (DCSOPS)

  - 제546공병중대 (소방); ? ~ 1954 2월 24일
  - 제8075부대 소방중대; 1954년 2월 25일 ~ 1955년 6월 20일
  - 제25수송이동통제국
- 미국 공군
  - 미국 공군 특수수사국 (OSI)
  - 제51통신전대, OL-A
  - 제51탄약정비전대, 1파견대, OL-A
  - 제607병원 (Contingency) (김해)
- 미국 해군
  - 해군범죄수사청 (NCIS)
- 한국 근무단, 제6중대 - 마지막 주둔부대
- 국방부, 부산통제보고대

## 관할 기관
- 제주 레크리에이션 센터
- 김해공항, AMC 터미널

## 같이 보기
- 주한 미군의 시설 목록

## 참조
1. ↑  김기현 (2006년 8월 9일). “부산 美 하야리야부대 내일 공식 폐쇄”. 문화일보. 2016년 4월 5일에 확인함.
2. ↑  “"“'하야리아' 다시 품었다"…반환 현장”. 연합뉴스. 2010년 1월 27일. 2012년 7월 11일에 원본 문서에서 보존된 문서. 2016년 4월 9일에 확인함.
3. 1 2 3 4 5 6  “BASE CLOSURE CEREMONY” (영어). 2006년 8월 10일. [출처 필요]
4. ↑  윤희근 (2012년 2월 22일). “기본현황”. 부산시민공원. 2013년 8월 27일에 원본 문서에서 보존된 문서. 2012년 6월 23일에 확인함.{{
5. ↑  강한철 (2011년 8월 11일). “하야리아 부대”. CNEWS. 2012년 6월 22일에 확인함.
6. ↑  “'전범기' 연상 부산시민공원 역사관 천장 새옷 입혀”. 연합뉴스. 2015년 8월 3일.
7. ↑  Dan Cragg (2000). 《Guide to military installations》 (영어) 6판. Stackpole Books. 357~358쪽. ISBN 0811727815.
8. ↑  조민호 (2004년 7월 26일). “하야리야 부대 부산시민의 품으로”. 2016년 4월 5일에 확인함.
9. ↑  Franklin Fisher (2006년 8월 8일). “Retreat ceremony planned for closing of Camp Hialeah” (영어). 스타 앤 스트립스. 2016년 4월 5일에 확인함.[깨진 링크(과거 내용 찾기)]
10. ↑  양병철 (2010년 1월 14일). “하야리아 반환협상 타결”. 시민사회신문. 2016년 4월 5일에 확인함.
11. ↑  박재관 (2010년 4월 21일). “하야리아 부지 24일부터 시민개방”. 부산시청 원도심개발팀. 2016년 4월 5일에 확인함.
12. ↑  배재한 (2010년 12월 24일). “하야리아 터 문화재 발굴 내년 2월 착수”. 국제신문. 2016년 4월 5일에 확인함.
13. ↑  박주영 (2011년 3월 29일). “부산·경남 부산시민공원 기본설계 확정”. 조선일보. 2016년 4월 5일에 확인함.

- “Camp Hialeah”. 《globalsecurity.org》 (영어). 2016년 4월 5일에 확인함.